# Saint-Gineys-en-Coiron
 Saint-Gineys-en-Coiron  es una población y comuna francesa, ubicada en la región de Ródano-Alpes, departamento de Ardèche, en el distrito de Privas y cantón de Villeneuve-de-Berg.

## Historia
La comuna se denominó Saint-Gineis-en-Coiron hasta el 25 de febrero de 2020.

## Demografía
| 139 | 121 | 101 | 78 | 70 | 96 |
| Para los censos de 1962 a 1999 la población legal corresponde a la población sin duplicidades (Fuente: INSEE [Consultar]) |     |     |    |    |    |